# William Sturgeon

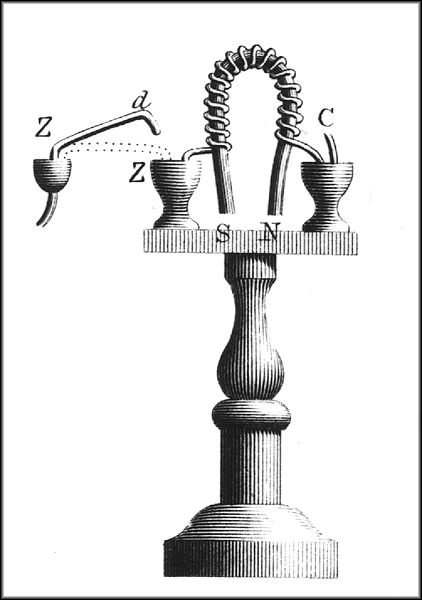
Sturgeons magnet med 16 lindningar av bar koppartråd på en lackerad järnstång.

William Sturgeon, född 22 maj 1783 i Whittington, Lancashire, England, Storbritannien, död 4 december 1850 i Prestwich, Lancashire, England, Storbritannien, var en brittisk fysiker. Han konstruerade 1824 den första användbara elektromagneten, men dog fattig.

## Liv
Sturgeon var son till en skomakare i Lancashire. Vid tretton års ålder blev han skomakarlärling, men tog efter det värvning i Westmorland Militia och var från 1804 till 1820 vid artilleriet. På sin fritid lärde han sig matematik, latin, grekiska och naturvetenskap. Efter militärtjänsten slog han sig ner i Woolwich som skomakare, där han även experimenterade med elektricitet och tillverkade sina egna instrument.
1824 utnämndes Sturgeon som lektor i experimentell naturvetenskap vid Brittiska Ostindiska Kompaniets militära utbildning i Addiscombe. Han började 1836 med en egen tidskrift, Annals of electricity, magnetism, and chemistry. 1840 blev han utnämnd till chef för Royal Victoria Gallery of Practical Science i Manchester. Några år senare hade dock båda Gallery och tidskriften upphört. De sista åren av sitt liv försörjde han sig som timlärare vid olika utbildningar kring Manchester. Han fick ett stipendium på 200 £ och 1849 en årlig pension på 50 £. 

## Verk
William Sturgeon konstruerade den första elektrodynamiska galvanometern och den första användbara elektromagneten (1824).